# Realismo poético francês
Realismo poético francês é um movimento de cinema surgido no cinema francês a partir da metade da década de 1930.
Os filmes do realismo poético francês se caracterizam pela enfatização do papel do roteirista, embora essa função não fosse ainda reconhecida profissionalmente. Na época, os roteiristas eram jornalistas, grandes produtores literários, ou os próprios diretores dos filmes. Os temas abordavam a realidade socioeconômica da época na forma de melodramas policiais com fundo trágico e pessimista, que anteviam a derrota francesa na Segunda Guerra Mundial.

## Origem
O desenvolvimento tecnológico da indústria cinematográfica possibilitou o advento de filmes falados a partir de 1927, ano da produção de O cantor de jazz, pelo estúdio Warner Bros., nos Estados Unidos. 
O surgimento da fala levou à incorporação de técnicas literárias para a elaboração de roteiros cinematográficos mais artísticos, fazendo crescer a importância dos roteiristas, ao mesmo tempo em que decrescia o valor do conceito de cinema autoral, fundado nos experimentalismos vanguardistas da década de 1920.
Escritores e jornalistas passaram a ser requisitados como roteiristas de cinema, o que resultou na concepção de temas realistas, mais afinados com a realidade da França entre as duas guerras mundiais. 

## Fases

### Primórdio
A crise econômica mundial do início da década de 1930, decorrente da Grande Depressão possibilitou que, a partir de 1934, emergisse na França uma nova safra de produtores cinematográficos independentes e que renascessem alguns cineastas da época muda do cinema. Foi nesse ano que Jean Vigo rodou O Atalante, filme que descreve de forma poética, a partir das desventuras de um casal em viagem de lua-de-mel em uma pequena barca, os ambientes populares dos subúrbios das cidades francesas situadas às margens do rio navegado. 
Essa obra de Vigo pode ser considerada o marco zero do realismo poético francês, pois representa uma nítida quebra de estética em relação ao cinema de vanguarda que imperava na França até então.

### Primeira fase
A vitória da Frente Popular nas eleições gerais francesas em maio de 1936 alçou Léon Blum ao cargo de Primeiro-Ministro, um dos últimos da Terceira República (1870-1940). Em resposta à ascensão fascista na Europa, uma política de coalizão entre socialistas, comunistas e radicais foi adotada após resolução do VII Congresso Mundial da Komintern, organização internacional à qual a Frente Popular estava ligada. O resultado sócio-cultural dessa política foi transportado para o cinema, levando para a tela histórias protagonizadas por operários e desempregados que lutam por condições mais dignas de vida.
Dentre os filmes baseados nessa temática, destacam-se:
- A grande cartada, de 1934, escrito por Charles Spaak, dirigido por Jacques Feyder
- A bandeira, de 1935, escrito por Charles Spaak, dirigido por Julien Duvivier
- Toni, de 1935, escrito por Jean Renoir e Carl Einstein, dirigido por Jean Renoir
- A quermesse heroica, de 1936, escrito por Charles Spaak, dirigido por Jacques Feyder
- O crime do Sr. Lange, de 1936, escrito por Jacques Prévert, dirigido por Jean Renoir
- Jenny, de 1936, escrito por Jacques Prévert, dirigido por Marcel Carné
- Camaradas, de 1936, escrito por Charles Spaak, dirigido por Julien Duvivier
- A grande ilusão, de 1938, escrito por Charles Spaak, dirigido por Jean Renoir
- A regra do jogo, de 1939, escrito por Jean Renoir e Karl Koch, dirigido por Jean Renoir

### Segunda fase
O avanço do fascismo após a Guerra Civil Espanhola levou a uma mudança na perspectiva das tramas roteirizadas, fazendo com que os filmes refletissem pessimismo e desânimo, prenunciando o clima derrotista que marcaria a sociedade francesa durante a Segunda Guerra Mundial. Os protagonistas passam a ser pessoas marginais, em geral delinquentes ou desertores, que tentam em vão fugir de sua vida mesquinha.
Os filmes que mais se destacam nessa fase são:
- O demônio da Argélia, de 1937, escrito e dirigido por Julien Duvivier
- Hotel do Norte, de 1938, escrito por Jean Aurenche, Eugène Dabit e Henri Jeanson, dirigido por Marcel Carné
- Cais das Sombras, de 1938, escrito por Jacques Prévert, dirigido por Marcel Carné
- O Fim do Dia, de 1939, escrito por Charles Spaak, dirigido por Julien Duvivier
- Trágico Amanhecer, de 1939, escrito por Jacques Prévert, dirigido por Marcel Carné

### Decadência
Em 1939, a Segunda Guerra Mundial é declarada. Um ano mais tarde, as tropas nazistas ocupam Paris. Os cineastas franceses partem para o exílio, pondo fim à escola do realismo poético francês.
O marco final do movimento cinematográfico são dois filmes:
- O boulevard do crime, de 1945, escrito por Jacques Prévert, dirigido por Marcel Carné
- As portas da noite, de 1946, escrito por Jacques Prévert, dirigido por Marcel Carné

## Legado
Os temas de fatalismo e injustiça que caracterizaram o realismo poético francês influenciaram o estilo film noir, gênero com suas histórias policiais que retratam personagens cínicos imersos em um ambiente de corrupção e devassidão. Filmes como Farrapo humano e No silêncio da noite, de maneira similar aos da primeira fase do realismo poético francês, apresentavam como protagonistas as pessoas oprimidas presas a uma vida ordinária.
Outro movimento nitidamente influenciado foi o neorrealismo italiano, gênero cinematográfico que, reagindo ao fascismo e à participação italiana na Segunda Guerra Mundial, emoldurou a classe trabalhadora urbana de então, assombrada pelo desemprego, tema belamente trabalhado por Vittorio De Sica em Ladrões de bicicleta.
Os cineastas da nouvelle vague, movimento contestatório do cinema francês surgido no fim da década de 1950, apesar de utilizarem personagens com estilo de vida condenável, semelhante aos protagonistas dos filmes da segunda fase do realismo poético francês, desprezavam as obras que não fossem consideradas autorais; ou seja, procuraram restaurar o conceito de cinema de autor vigente nos movimentos derrubados pelo realismo poético francês. Apesar disso, os autores da nouvelle vague reconheciam a importância autoral em filmes de diretores como Jean Vigo e Jean Renoir.